# NGC 1462
NGC 1462 ist eine Spiralgalaxie vom Hubble-Typ S im Sternbild Stier auf der Ekliptik. Sie ist schätzungsweise 368 Millionen Lichtjahre von der Milchstraße entfernt und hat einen Durchmesser von etwa 120.000 Lichtjahren.
Das Objekt wurde am 13. September 1864 von Albert Marth entdeckt.